# تاران کیلام
تاران کیلام (به انگلیسی: Taran Hourie Killam) (زاده ۱ آوریل ۱۹۸۲) یک بازیگر و کمدین آمریکایی است که بیشتر به خاطر نقش‌هایش در نمایش‌های تلویزیونی مانند نمایش آماندا، اسکرابز، وایلد اند آوت، دختر بهترین دوست من، مدتی‌وی، تمام شب و ساتردی نایت لایو شناخته می‌شود.